# Tusa
Tusa è un comune italiano di 2 487 abitanti della città metropolitana di Messina in Sicilia.

## Geografia fisica

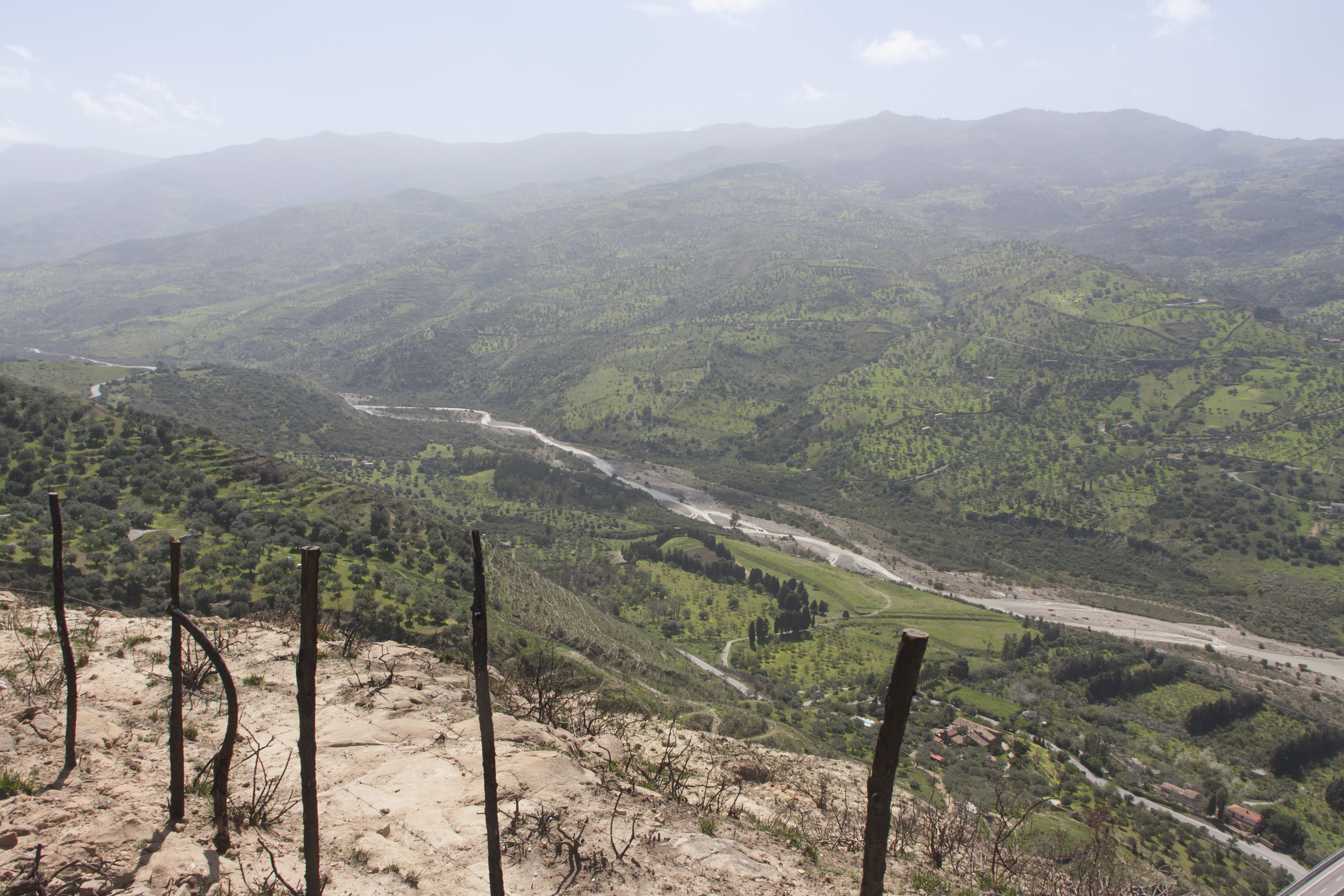
Il torrente Tusa

### Territorio
Il suo territorio, è attraversato dal torrente Tusa, che nasce sul colle del Contrasto (1107 m) che dopo 30 km sfocia nel mare Tirreno presso la frazione di Castel di Tusa.
È il comune più occidentale della città metropolitana di Messina.
Nel 2017 il Comune di Tusa è stato premiato dalla FEE con la Bandiera Blu per le spiagge Lampare e Marina.

### Clima
| Tusa                | Mesi | Mesi | Mesi | Mesi | Mesi | Mesi | Mesi | Mesi | Mesi | Mesi | Mesi | Mesi | Stagioni | Stagioni | Stagioni | Stagioni | Anno |
| Tusa                | Gen  | Feb  | Mar  | Apr  | Mag  | Giu  | Lug  | Ago  | Set  | Ott  | Nov  | Dic  | Inv      | Pri      | Est      | Aut      | Anno |
| ------------------- | ---- | ---- | ---- | ---- | ---- | ---- | ---- | ---- | ---- | ---- | ---- | ---- | -------- | -------- | -------- | -------- | ---- |
| T. max. media (°C)  | 10,7 | 11,2 | 12,8 | 15,5 | 20,3 | 24,8 | 27,8 | 28,1 | 24,8 | 19,8 | 15,7 | 12,1 | 11,3     | 16,2     | 26,9     | 20,1     | 18,6 |
| T. min. media (°C)  | 5,6  | 5,5  | 6,6  | 8,7  | 12,5 | 16,6 | 19,3 | 19,9 | 17,4 | 13,6 | 10,0 | 7,2  | 6,1      | 9,3      | 18,6     | 13,7     | 11,9 |
| Precipitazioni (mm) | 67   | 55   | 47   | 38   | 25   | 9    | 8    | 16   | 40   | 79   | 69   | 70   | 192      | 110      | 33       | 188      | 523  |

## Storia
Nel suo territorio sorse la città siculo-greca di Alesa Arconidea, che si sviluppò sulla collina di Santa Maria delle Palate tra il 403 a.C. e il IX secolo d.C.
Negli ultimi decenni del IX secolo, la maggior parte della popolazione di Alesa Arconidea, sembra abbia abbandonato la città per spostarsi sul luogo dove oggi sorge Tusa, situata su una piattaforma rocciosa facilmente difendibile, dove forse sorgeva già un villaggio.
L'abbandono di Alesa sembra sia avvenuto in seguito ad un terremoto, forse quello dell'856, e a questa data deve quindi essere attribuita la fondazione della città.

## Monumenti e luoghi d'interesse

### Architetture civili
- Castello di San Giorgio. Sul costone roccioso che sormonta l'approdo della Marina di Tusa, la famiglia Ventimiglia fece costruire nel XIII secolo il castello, da cui il borgo prenderà il nome attuale.
- Tonnara del Corvo. Nei pressi di Tusa marina, molto attiva fino al 1780, viene venduta dai Branciforti ai La Torre, ma cesserà del tutto la sua attività agli inizi del dell'Ottocento, perché divenuta non redditizia.
- Atelier sul mare[7], albergo d'arte e fondazione Fiumara d'arte.

### Architetture religiose

#### Storia
La prima chiesa di Tusa fu probabilmente quella dedicata a San Nicola, che potrebbe essere stata anche la sede provvisoria del vescovo. La sede vescovile non venne ripristinata nella riorganizzazione ecclesiastica voluta dai Normanni. L'istituzione della sede vescovile venne richiesta nel Seicento, ma fu ottenuta invece da Nicosia e per protesta nella Chiesa Matrice, in quel momento in costruzione, non venne più realizzata la cupola prevista.
Il vertice della gerarchia ecclesiastica era rappresentato a Tusa dal "vicario curato", che amministrava le rendite ecclesiastiche ed era a capo della parrocchia. Il delegato del vescovo era il "vicario foraneo". A questi si affiancavano i sacerdoti delle varie chiese, che formavano il clero secolare. I sacerdoti furono riuniti nel 1585 nella "Rota comunia della città di Tusa", in modo da assicurare un'equa ripartizione delle rendite. Queste erano costituite in primo luogo dal tributo della "primizia", dovuto da ogni famiglia, a cui si aggiungevano le donazioni e le rendite delle proprietà ecclesiastiche e i "diritti di candela" per le funzioni funerarie. La parrocchia versava un contributo annuale per il mantenimento del seminario di Cefalù. I beni della "comunia" furono amministrati da dieci "cappellanie", ognuna con un suo procuratore (1681):
- Venerabile Monte di Pietà, nella chiesa della SS. Trinità;
- Santissimo Sacramento, nella Chiesa Matrice;
- San Giovanni Battista;
- San Nicola di Bari;
- Sant'Antonio Abate;
- San Pietro;
- San Michele Arcangelo e Sant'Antonio di Padova;
- Santa Caterina
- Anime Purganti o Purgatorio;
- Santissimo Rosario.

Nel 1894 le "cappellanie" furono ridotte a sei, con l'eliminazione di quelle del Monte di Pietà, di San Giovanni, di San Pietro e del Purgatorio.
Dal XVII secolo esistette la "Deputazione delle chiese e delle confraternite", composta dal Vicario Curato, dal Vicario Foraneo e da due sacerdoti, che si incaricava dell'inventario degli arredi e della tenuta dei conti.
La giurisdizione della Chiesa comprendeva l'amministrazione della giustizia per reati commessi contro i propri beni o contro il clero o per i reati commessi da ecclesiastici. La giustizia era amministrata da un "corte parrocchiale", che emetteva giudizi di primo grado.
Le chiese più antiche (Sant'Antonio Abate, San Michele Arcangelo, San Nicola e San Giovanni) furono in generale rimaneggiate o ricostruite nel Cinquecento, parallelamente a numerose nuove costruzioni (San Giuseppe, San Giuliano, San Leonardo, Santa Maria di Gesù, Santa Maria del Rito e Santa Lucia), che si ebbero fra il 1530 ed il 1600, con una vera gara fra i quartieri per abbellire la propria chiesa. Gli edifici di culto raggiunsero il numero di 26.

#### Chiese esistenti
- Chiesa madre di Maria Santissima Assunta
- Chiesa di Santa Caterina d'Alessandria
- Chiesa di San Giovanni Battista
- Chiesa di San Leonardo, con convento dei cappuccini
- Chiesa di San Michele Arcangelo (sconsacrata)
- Chiesa di San Nicola di Bari
- Chiesa di San Pietro, con collegio di Santa Maria
- Chiesa di San Giuliano (sconsacrata)
- Chiesa di San Giuseppe
- Chiesa di Santa Maria di Gesù, con convento dei frati minori conventuali di San Francesco nota come Sant'Antonio
- Chiesa di Santa Maria di Loreto, con monastero delle benedettine (oggi museo "Antiquarium Badia")
- Calvario, fuori dal paese, del XVI secolo

#### Chiese scomparse
- Chiesa di Santa Lucia, con convento dei padri agostiniani del Santissimo Salvatore
- Chiesa della Santissima Trinità, esistente fino al 1932, era amministrata dalla "Congregazione della Carità"
- Chiesa di San Giorgio, con monastero benedettino annesso, citati nel 1454. Il monastero viene citato come suffraganeo dell'abbazia di Sant'Anastasia
- Chiesa di Santa Venera, nelle campagne dell'omonima contrada, attestata nel 1135
- Chiesa di Sant'Antonino esistente fino agli anni 30

#### Oratori

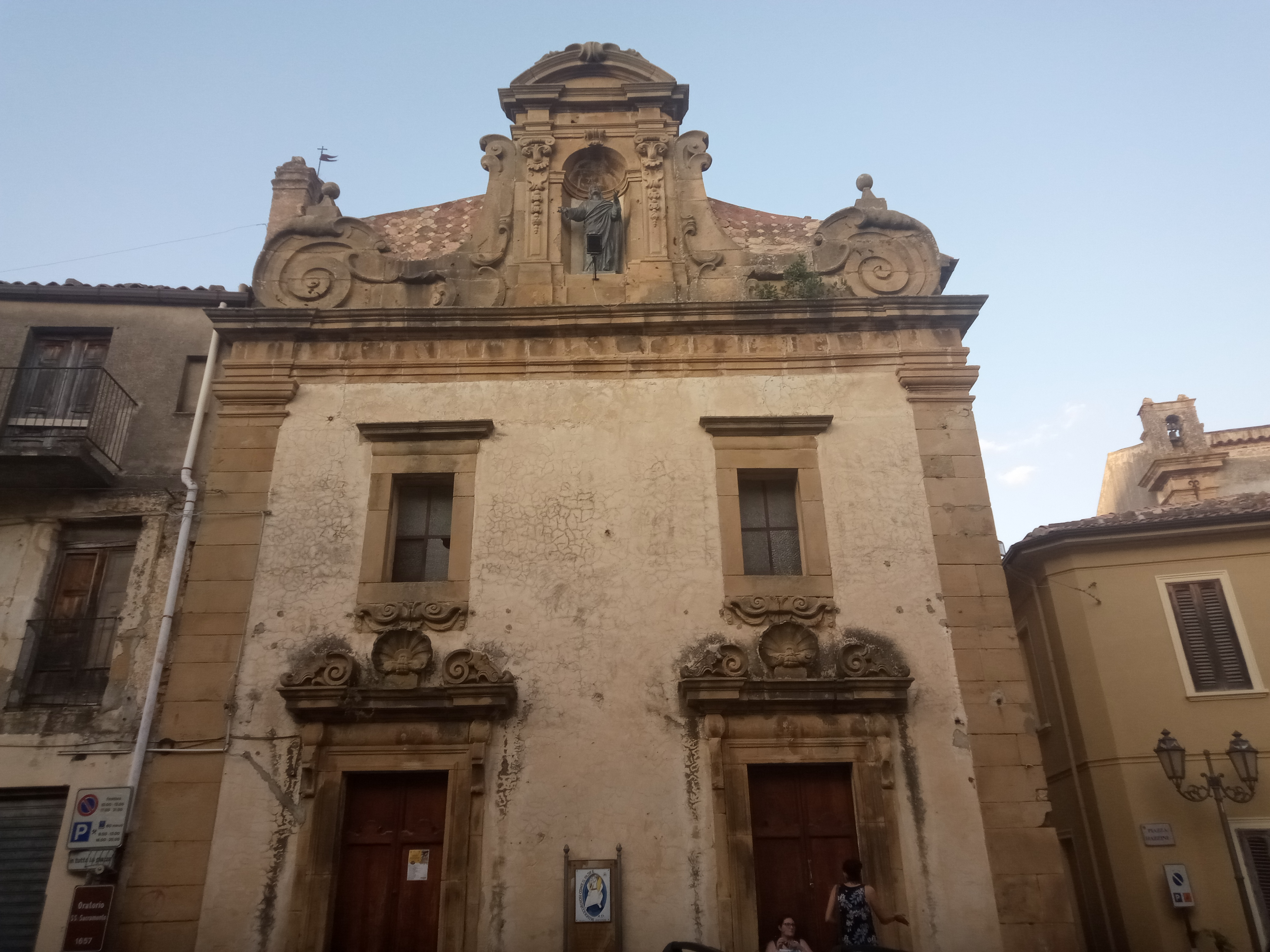
Oratorio SS Sacramento

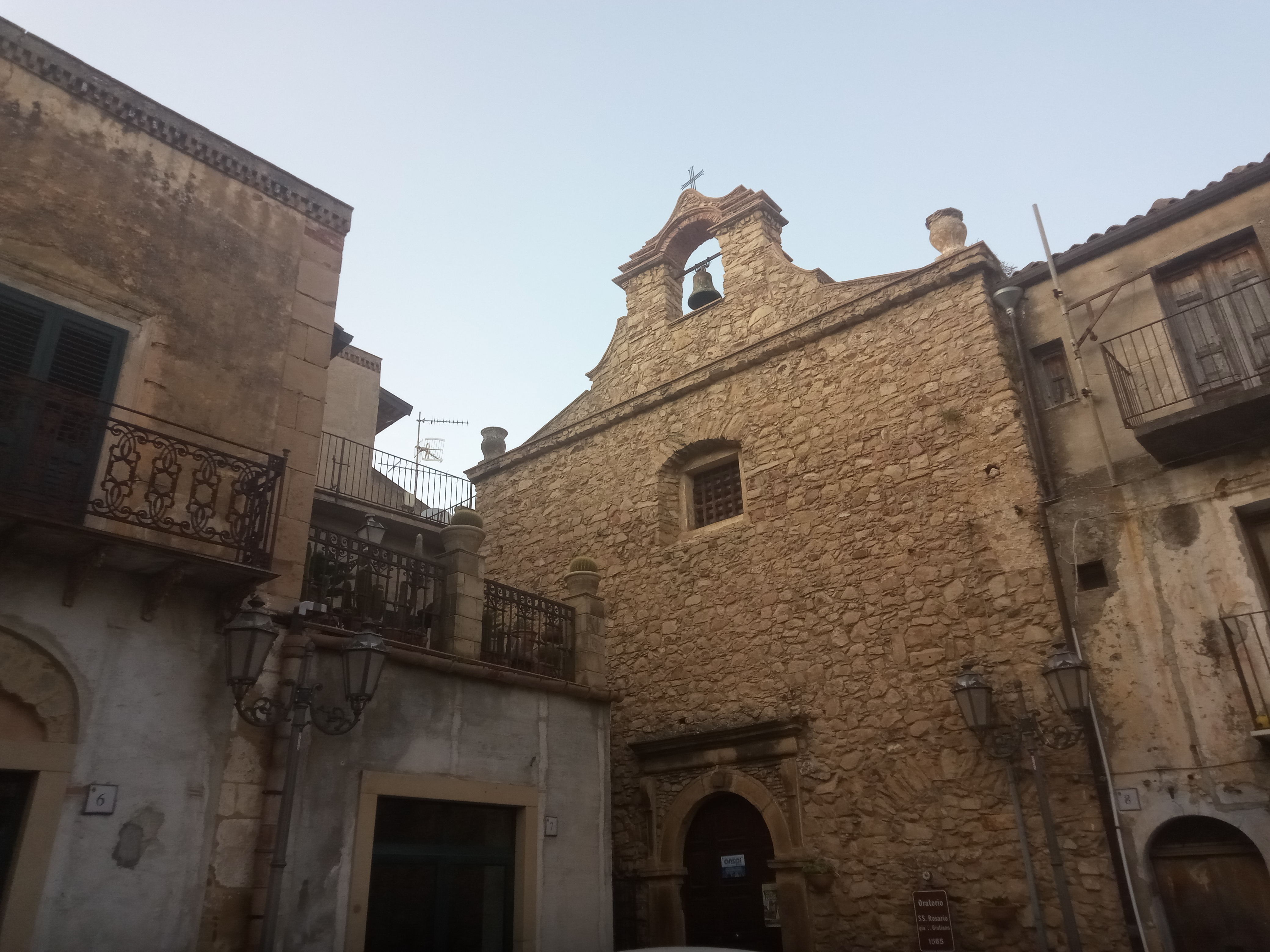
Oratorio SS Rosario

- Oratorio del Santissimo Sacramento (sconsacrato)
- Oratorio del SS Rosario

## Bandiera blu
Nel 2015, per la prima volta il Comune di Tusa è stato premiato dalla FEE con la Bandiera blu per la spiaggia "Lampare Archiviato l'11 febbraio 2016 in Internet Archive.".
Nel 2016 è stata riconfermata la Bandiera blu per la Spiaggia "Lampare" e ne è stata assegnata una nuova alla Spiaggia "Marina". Alle due spiagge sono stati riconfermati i riconoscimenti nei successivi quattro anni, fino al 2020.
Nel 2020 è stata assegnata alla Spiaggia "Lungomare".
|                    | 2015 | 2016 | 2017 | 2018 | 2019 | 2020 | 2021 | 2022 | 2023 |
| ------------------ | ---- | ---- | ---- | ---- | ---- | ---- | ---- | ---- | ---- |
| Spiaggia Lampare   |      |      |      |      |      |      |      |      |      |
| Spiaggia Marina    |      |      |      |      |      |      |      |      |      |
| Spiaggia Lungomare |      |      |      |      |      |      |      |      |      |

## Le confraternite
Le confraternite erano un'istituzione religiosa cittadina, oggi quasi scomparsa, legate alle processioni e alla sepoltura. Fino al 1820 si seppelliva infatti al di sotto del pavimento delle chiese e lo spazio era riservato ai confratelli e ai loro familiari o alle famiglie che facevano donazioni. In un apposito registro venivano annotati i nomi di coloro che venivano seppelliti nella chiesa. In seguito le confraternite ebbero cappelle riservate nel nuovo cimitero di San Luca. Quelle economicamente meno dotate confluirono in quelle più ricche e il loro numero si ridusse.
Nelle processioni i confratelli sfilavano vestiti con un apposito abito. L'ordine in cui le confraternite sfilavano era assegnato secondo l'antichità di costituzione o l'importanza attribuita a ciascuna dall'autorità ecclesiastica. Ogni confraternita era posta sotto la guida di un cappellano, che si occupava della formazione religiosa degli associati, delle regole da osservare e dei compiti da svolgere nelle manifestazioni religiose e nelle varie ricorrenze.
Le confraternite esistenti nei vari periodi furono quelle del Santissimo Sacramento, del Santissimo Rosario, di San Nicola, del Santissimo Crocifisso, del Monte di Pietà, del Purgatorio, di San Giovanni Battista, di San Michele Arcangelo, di San Giuseppe e delle Terziarie Francescane, ma non di tutte si conservano gli statuti e i registri. Oggi a Tusa sopravvive solo la Confraternita del Santissimo Sacramento.

### Confraternita del Santissimo Sacramento
La "Compagnia del Santissimo Sacramento" fu fondata nella Chiesa Madre nel 1496 e fu aggregata all'Arciconfraternita del Santissimo Sacramento della chiesa di Santa Maria sopra Minerva a Roma. L'attività devozionale si incentrava sul culto eucaristico e si svolgeva in particolare durante la festività del Corpus Domini e nei riti della Settimana Santa. In particolare, nella funzione dell'Ultima Cena, aveva l'esclusività per la distribuzione dei pani benedetti ed entrò per questo motivo in conflitto prima con la confraternita di San Giovanni Battista (1686) e successivamente con quella del Santissimo Rosario.
La confraternita era formata da nobili, civili e galantuomini, che non potevano superare il numero di cento membri, tra i 17 e i 45 anni. Non vi erano ammesse le donne. Era gestita da un governatore, due assistenti, un tesoriere, un cancelliere, due sacrestani, due infermieri, due nunzi ed un cappellano, pagato dai confrati. Durante le processioni i confrati vestivano sacchi di tela bianca col cappuccio e mozzetti di panno sulle spalle, portavano un bastone con l'effigie del Santissimo; la confraternita era preceduta da uno stendardo nel quale era raffigurata l'Eucaristia e la Croce. Ogni anno si solennizzava inoltre la festività della protettrice Sant'Irene.
Nel 1536 fu aperto nella Chiesa Madre un oratorio pubblico, destinato all'educazione dei fanciulli, pagato dalla confraternita e dall'Università di Tusa. Nel 1540 la confraternita venne rinnovata con bolla papale. Essendo divenuta insufficiente la cappella, nel 1657 fu eretto un nuovo Oratorio del Santissimo Sacramento nella piazza, mentre la vecchia cappella fu riservata al culto eucaristico. Come confraternita più antica, dal 1750 ebbe il diritto nelle processioni di precedere immediatamente il santo.
Gli accompagnamenti funebri, i diritti di sepoltura ed i legati, disposti da coloro che avevano sepoltura nell'oratorio, costituivano le cospicue entrate della compagnia. Con tali risorse, la confraternita acquistò una floridezza che conservò nel tempo e oggi è l'unica confraternita ancora esistente, sebbene il numero dei confrati sia ormai ridotto. Il vestito è stato recentemente cambiato: si utilizzano abiti civili ed una fascia gialla cui è appeso un medaglione con la raffigurazione del Santissimo Sacramento.

### Confraternita del Santissimo Rosario
Fu fondata nel 1555 nella chiesa di Sant'Antonio Abate da Stefano Ususmaris, generale dell'ordine di san Domenico, e fu aggregata all'Arciconfraternita del Rosario della chiesa di Santa Maria sopra Minerva di Roma. Il cappellano era l'arciprete vicario curato.
La confraternita era retta da un governatore, due assistenti, quattro consultori, un tesoriere, un cancelliere, due infermieri ed un cappellano. Il numero degli associati non poteva superare i cento confrati e non vi potevano essere ammesse le donne. Nelle processioni i confratelli vestivano un sacco di tela bianco, con cappuccio e mantellina a doppia faccia, da un lato bianco con i margini rossi e dall'altro nero con bordi bianchi: questo secondo lato era utilizzato per i funerali e per la "processione della Madonna Morta" il 13 agosto. Portavano al petto un medaglione raffigurante la Madonna del Rosario ed in mano una candela o un bastone con l'effigie della Madonna.
Nel 1565 la sede fu spostata nella Cappella del Santissimo Rosario, eretta accanto alla allora Chiesa Madre e completata nel 1574. Nel 1625 si fuse con la Confraternita del SS. Crocifisso, con sede nella chiesa di San Giuliano. La cappella era tuttavia ancora utilizzata: si continuò ad abbellirne l'altare con statue e dipinti e nel 1651 fu collegata alla Chiesa Madre aprendo un arco nel muro. Dopo il terremoto del 1693 e la demolizione della vecchia Chiesa Madre nel 1736, la confraternita partecipò alla ricostruzione della chiesa e curò la riedificazione della cappella il cui altare era già completato nel 1750. In seguito il vecchio oratorio sotto la cappella venne abbandonato e utilizzato come spazio per le sepolture. La confraternita entrò in conflitto con le autorità ecclesiastiche, a causa dell'apertura di una comunicazione tra la sacrestia e la chiesa, che passava per la cappella.

### Confraternita del Purgatorio o delle Anime Purganti
Fondata probabilmente intorno alla metà del XVI secolo, esisteva sicuramente nel 1636. Le confraternite dedicate alle anime del Purgatorio erano diffuse in Sicilia, dove venivano chiamate "confraternite dei Miseremini". Il suo oratorio, costruito accanto alla Chiesa Madre, venne successivamente incluso in questa chiesa. Nel suo altare gestito dalla "comunia degli altaristi", venivano celebrate giornalmente circa dieci messe in suffragio delle anime del Purgatorio.
I confrati vestivano un sacco bianco con cappuccio e mantellina nera. La confraternita era retta da un governatore, due congiunti, un tesoriere, un segretario, un sacrestano, due nunzi, un vessillario, un crocifero ed un cappellano. Non se ne conosce l'anno di scioglimento, ma nel 1870 viene citata come cappellania.

### Confraternita di San Nicola
La confraternita di San Nicola fu costituita nel 1655. I confrati originariamente vestivano il saio bianco incappucciato, portando sulle spalle un mantello color verde con bordi rossi ed un bastone pastorale con l'immagine del santo. La struttura amministrativa prevedeva: un superiore, un vicesuperiore, un segretario, un vicesegretario, un cassiere, due cerimonieri, un crocifero, un vessillario, un sacrista, un cappellano e quattro confrati per portare le bacchette.
Fino al 1750 ebbe nelle processioni il posto più importante, che passò quindi alla confraternita del Santissimo Sacramento. Fu sciolta prima del 1852, e nel 1866 i beni vennero acquisiti dal demanio. Nel 1894 la confraternita fu rifondata, accogliendo i contadini ed i mulattieri. La veste era ora costituita da abiti civili sopra cui veniva portata la mantellina verde con i bordi rossi ed il medaglione con l'immagine del santo sul petto. Nel 1930, in seguito alla chiusura della chiesa di San Nicola la sede fu spostata nella chiesa di Santa Caterina. Nel 1956 si sciolse definitivamente ed i confrati confluirono nella confraternita del Santissimo Sacramento.

### Confraternita di San Giuseppe
Fu costituita nel 1893, assorbendo la disciolta confraternita di San Michele Arcangelo. I suoi componenti erano artigiani e maestri d'arte, tra i 18 ai 45 anni. Lo scopo della confraternita era quello d'operare per la religiosità, il benessere spirituale e l'aiuto reciproco dei congregati. La sepoltura dei confrati e dei loro familiari poteva avvenire in una cappella riservata del cimitero di San Luca. I confrati vestivano abiti civili con fascia azzurra a cui era appeso un medaglione raffigurante San Giuseppe ed in mano portavano una candela.
La confraternita si occupò della chiesa di San Giuseppe e interveniva nelle processioni. Si è sciolta nel 1976.

## Società

### Evoluzione demografica
Abitanti censiti

### Tradizioni e folclore
La festività di san Giuseppe (19 marzo) è preceduta dalla tradizione dei "Virgineḍḍi". Nei mercoledì precedenti chi ha un voto da assolvere invita un certo numero di fanciulli dei due sessi ad un pranzo in onore del santo, nel quale le pietanze sono definite dalla tradizione: non può mancare la zucchina a coniglio e le sfingi zuccherate.
Per la festività di santa Lucia, la tradizione vuole che ognuno mangi un po' di cuccìa, chicchi di grano di grandi dimensioni, che simboleggiano le pupille, cotti e conditi con solo olio e sale. Per la stessa festività, anticamente si svolgeva una luminaria o fiaccolata notturna
Per la festività di san Giovanni, il 24 giugno, avveniva la squagghiata dû chiummu: del piombo liquefatto su un piccolo fuoco veniva versato in una bacinella piena d'acqua e le figure che si venivano a formare erano interpretate come vaticinio augurale. La tradizione vuole che ognuno mangi le "favi vugghiuti" (fave bollite), preparate in grandi calderoni, e condivise dagli abitanti di ogni quartiere. La trazione viene rinnovata annualmente con una festa dedicata.
Per la festività dell'Assunta si svolgono quattro processioni: il 13 agosto quella "della Dormitio Marie", con la statua adagiata sopra una bara di giunchi; il 14 la Madonna viene rappresentata come resuscitata e in chiesa avviene la tradizionale "Acchiananta dâ Madonna", assunzione di Maria in cielo con l'ausilio di congegni scenografici anticamente tramite un macchinario in legno. La stessa cerimonia si ripete il 15 agosto, anticamente con l'intervento anche dei "galantuomini", infine è ancora ripetuta nel giorno dell'Ottava, anticamente accompagnata dalla "cavalcata". Quest'ultima consisteva di cavalli, di muli, di asini, con il raccolto della questua dei cereali a Maria, e preceduta da cavalieri che offrono doni per miracoli ottenuti. Oggi la cavalcata viene proposta il 15 agosto prima della processione della'Assunta.
Sono infine ancora in uso il canto corale notturno per l'Immacolata, i lamenti del Venerdì Santo ed il canto di mezz'agosto per chiedere all'Assunta protezione dal "gran terremoto".

## Il territorio

### I "bagni"
Sulla costa, presso la foce del fiume Tusa, si trovano i resti di un edificio che conserva pavimenti a mosaico in tessere bianche, nere e rosse, e strutture antiche, già visto nel Seicento da Tommaso Fazello e da lui interpretato come struttura termale. Sull'edificio si sono impiantate costruzioni più recenti ("Case Gravina"), ma la struttura potrebbe essere interpretata come quella citata nelle "tavole alesine" come elemento di confine tra i lotti del territorio alesino.

### Il ponte Riggieri
A circa 300 m dalla collina di Alesa Arconidea un antico ponte supera il torrente Tusa e fu forse a servizio della strada consolare verso Herbita ed Enna. Questo percorso, conosciuto come la via frumentaria, attraversava tutto il territorio di Pettineo e Castel di Lucio, toccava la collina di Migaido con un altro attraversamento del fiume, fino a giungere nel cuore della Sicilia, ovvero il granaio d'Italia. Lungo questa via venivano trasportati i prodotti agricoli e della pastorizia per essere imbarcati nel caricatore di Alesa ed esportati verso Roma.
Gli attuali resti sono di incerta datazione, probabilmente di epoca Romana ma il nome potrebbe riferirsi ad un intervento di epoca normanna come deformazione del nome del Conte Ruggero.

### Strutture idriche del "Viviere"
Nella contrada "Fruscio" un gruppo di sorgenti, conosciute con il nome di "Viviere", presentano opere idriche di captazione delle acque che sono state riutilizzate per il moderno acquedotto di Tusa. Le strutture erano già state identificate da Tommaso Fazello, che vide inoltre le tracce di un acquedotto che convogliava le acque raccolte verso Alesa. Una parte della struttura (il "Vecchio Viviere", conserva alcune colonne che circondano una grande vasca, relative forse ad un antico ninfeo. La vasca è collegata ad altre vasche minori, utilizzate per la distribuzione e come lavatoi.
Il complesso potrebbe essere identificato con la fonte "Ipurra" citata dalle "tavole alesine", e si troverebbe dunque in prossimità del tempio dedicato a Giove Melichio.

### La contrada Ospedale
Nelle "tavole alesine" viene citata una" via Xenide" che può forse essere identificata con l'attuale contrada e via Ospedale (o "via Spitali"), a metà strada fra il sito di Alesa e Tusa. Il termine greco di xenide sembra infatti avere lo stesso significato del latino hospitalis, corrotto quindi in Ospedale. Secondo l'iscrizione qui dovrebbero dunque trovarsi il tempio di Adrano, il "tapanon" e il "tematesis" dell'antica Alesa.

### Toponomastica dei luoghi
Nel territorio comunale molte località furono ribattezzate con nomi di santi, nel periodo feudale o quando divennero proprietà della Chiesa o altre istituzioni religiose. Nella fascia più interna molti nomi sono tuttavia ancora di derivazione greca o latina, mentre nella fascia costiera i nomi originali sembrano prevalentemente di origine araba: in epoca precedente questa zona costituiva forse la grande foresta di cui parlano le "tavole alesine".

## Geografia antropica

### Frazioni
Con la scomparsa di Alesa si svilupparono anche altri centri secondari oltre a Tusa, che costituiscono oggi le frazioni di "Castel di Tusa" e di "Milianni". Tusa e Castel di Tusa erano probabilmente insediamenti secondari già in epoca antica, mentre Milianni si formò in epoca successiva.

#### Castel di Tusa
Castel di Tusa o Marina di Tusa, è la frazione costiera di Tusa.

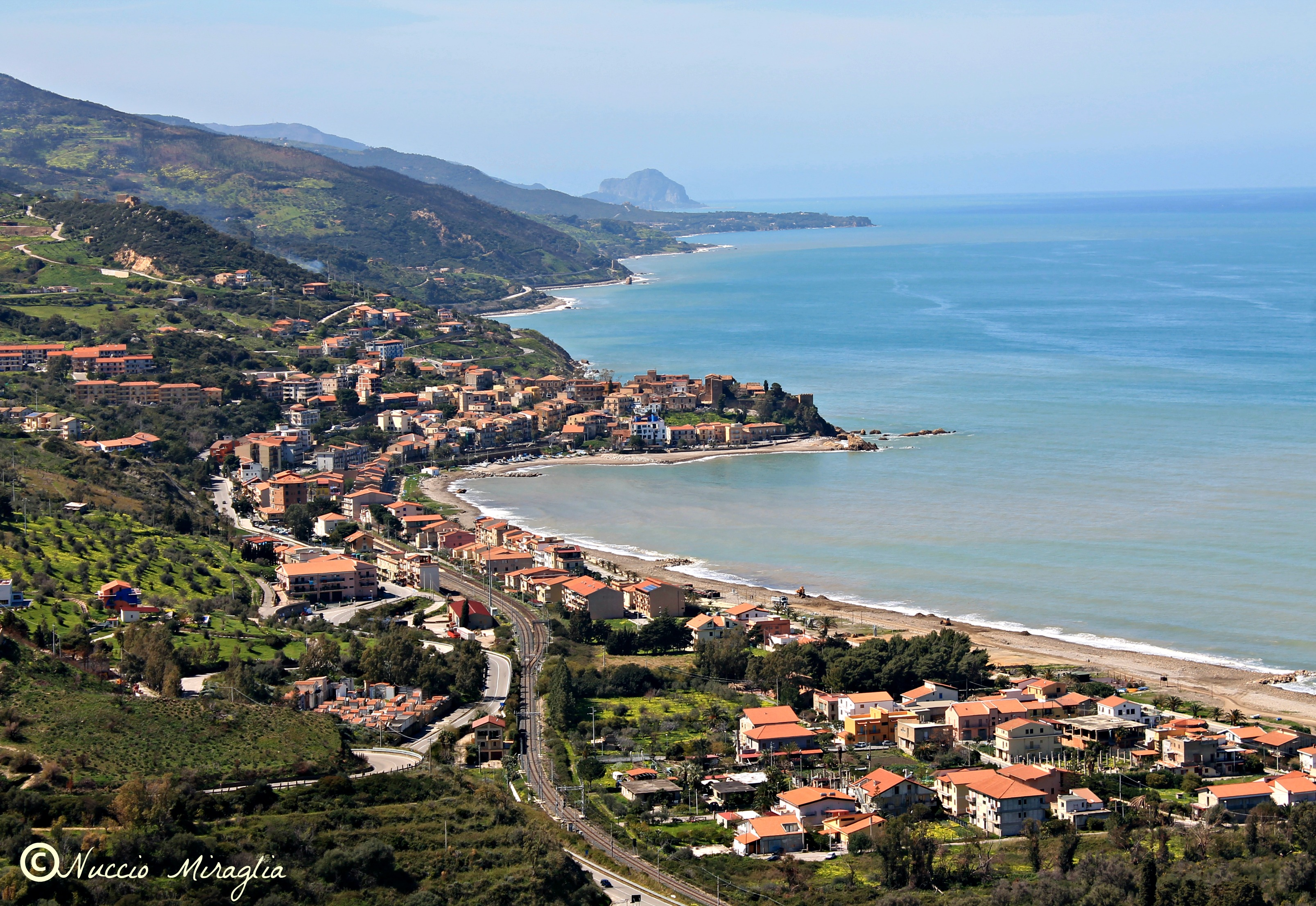
La frazione costiera di Castel di Tusa

Mentre la città di Alesa venne occupata in epoca araba dalla fortezza di Qalat al Qawàrib ("Rocca delle barchette"), il sottostante approdo, che doveva già essere stato attivo in epoca antica, si sviluppò probabilmente come borgo marittimo. Sotto i Normanni entrò a far parte del feudo dei Ventimiglia insieme a Tusa e prese il nome di "Tusa Inferiore" o "Marina di Tusa".
Nell'approdo continuano a svolgersi i traffici commerciali in collegamento alla via tra la costa e l'interno, verso Enna, in uso fino al Settecento. L'approdo fu oggetto di contesa per i dazi che se ne ricavavano tra i Ventimiglia e il vescovo di Cefalù. In seguito alle incursioni dei corsari nel Seicento vennero potenziate le strutture difensive della costa, erigendo nuove torri e perfezionando il sistema di collegamento visivo. Il castello viene dotato di artiglieria con un ampliamento della guarnigione e sulla costa venne eretta la torre Selichenti.
Dopo lo spostamento della via per Enna, l'attività portuale continua in direzione delle Isole Eolie. Fino all'arrivo della ferrovia le barche continuano ad assicurare i trasporti verso Palermo e Cefalù.
Le odierne attività del porto sono limitate alla pesca (in particolare acciughe e sarde e alla relativa industria delle acciughe sotto sale e delle sarde sotto sale).

#### Altri nuclei abitati
- Il borgo Santa Venera consiste in una parte del territorio di Alesa, successivamente divenuto un semplice casale, citato in un documento del 1135, che menziona anche l'esistenza di una chiesa. Successivamente non se ne hanno altre menzioni.
- Struttura in contrada Sant'Ippolito, divenuta nel Settecento una fattoria fortificata. Nel luogo sono state rinvenute delle tombe dotate di corredi funerari e piccole lapidi in lingua greca e latina.

## Infrastrutture e trasporti
Il comune è interessato dalle seguenti direttrici stradali:
- La  Settentrionale Sicula
- La

## Amministrazione
Di seguito è presentata una tabella relativa alle amministrazioni che si sono succedute in questo comune.
| Periodo        | Periodo        | Primo cittadino           | Partito                        | Carica  | Note |
| -------------- | -------------- | ------------------------- | ------------------------------ | ------- | ---- |
| 26 maggio 1989 | 1º giugno 1990 | Carmelo Attinelli         | Democrazia Cristiana           | Sindaco |      |
| 1º giugno 1990 | 2 giugno 1991  | Carmelo Attinelli         | Democrazia Cristiana           | Sindaco |      |
| 2 giugno 1991  | 15 giugno 1993 | Giuseppe Campo            | Partito Socialista Italiano    | Sindaco |      |
| 15 giugno 1993 | 13 giugno 1994 | Antonio Longo             | Democrazia Cristiana           | Sindaco |      |
| 13 giugno 1994 | 25 maggio 1998 | Vincenzo Antonio Nigrelli | Alleanza Nazionale             | Sindaco |      |
| 25 maggio 1998 | 27 maggio 2003 | Domenico Dimaggio         | lista civica                   | Sindaco |      |
| 27 maggio 2003 | 17 giugno 2008 | Domenico Dimaggio         | lista civica                   | Sindaco |      |
| 17 giugno 2008 | 8 luglio 2013  | Angelo Tudisca            | lista civica Obiettivo Tusa    | Sindaco |      |
| 8 luglio 2013  | 10 giugno 2018 | Angelo Tudisca            | lista civica Obiettivo Tusa    | Sindaco |      |
| 10 giugno 2018 | 29 maggio 2023 | Luigi Miceli              | lista civica Alleanza per Tusa | Sindaco |      |
| 31 maggio 2023 | in carica      | Angelo Tudisca            | Lista civica "SiAmoTusa"       | Sindaco |      |

### Altre informazioni amministrative
Il comune di Tusa fa parte delle seguenti organizzazioni sovracomunali: regione agraria n.7 (Colline litoranee del Tusa e del S.Stefano).

## Sport

### Calcio
La principale squadra di calcio della città è l'A.S.D. Tusa che milita nel girone unico di Barcellona Pozzo Di Gotto (ME) siciliano di Terza Categoria.